# Carlo Buti
Carlo Buti ( Florencia, Italia 14 de noviembre de 1902 – Montelupo Fiorentino, 16 de noviembre de 1963 ) fue un intérprete de música popular y local, a quien se llamó la “Voz de Oro de Italia”, que dejó 1574 grabaciones de sus canciones.
Aficionado muy joven a la canción, era retribuido por quienes querían ofrecer una serenata a la mujer cortejada. Hizo algunos estudios de canto canto con Raoul Frazzi y actuó en la radiofonía; obtuvo en 1930 su primer contrato para grabar con Winner Records y en 1934 otro con Columbia Records.

## Filmografía
Banda de sonido
- La chica del puente …canta Firenze sogna (1999)
- El funeral …canta Primo Amore de su autoría (1996)
- Ciudad del crimen" …canta Povero Amico Mio (1984)
- Toro salvaje" …canta Vivere (1937) y Stornelli fiorentini" (1949) (1980)
- 1956 Canzone proibita …canta Primo amore de su autoría (1956)
- Sólo para hombres …canta Per Uomini Soli , Chitarradella  y Grazie (1938)
- El sombrero de tres puntas …canta Amor (1935)

Actor
- Sólo para hombres  …Carlo Lupoli (1938)
- Napoli verde-blu  (1935)